# Gare de Hagenbach
La gare de Hagenbach, en allemand Bahnhof Hagenbach, est une gare ferroviaire allemande, située à Hagenbach, arrondissement de Germersheim dans le land de la Rhénanie-Palatinat.
C'est une halte voyageurs de la Deutsche Bahn (DB) desservie par des trains Regionalbahn.

## Situation ferroviaire
Établie à 105 mètres d'altitude, la gare de Hagenbach est située au point kilométrique (PK) 54,4 de la Bienwaldbahn, entre les gares de Maximiliansau Im Rüsten et de Neuburg (Rhein).

## Service des voyageurs

### Desserte
Hagenbach est desservie par des trains régionaux, Regionalbahn, de la ligne Wörth (Rhein) - Lauterbourg.

### Intermodalité
Un parc pour les vélos et un parking pour les véhicules y sont aménagés. 